# Trogon de Cuba
Priotelus temnurus
Espèce
Statut de conservation UICN

 LC  : Préoccupation mineure
Le Trogon de Cuba (Priotelus temnurus), ou Tocororo, est une espèce d'oiseau de la famille des Trogonidae.
Endémique de Cuba, il y a été déclaré oiseau national : ses couleurs rappellent celles du drapeau cubain, et il a la réputation de ne pas pouvoir survivre en captivité. Le zoo de Beauval, en France, a pourtant réussi à en garder un en bonne santé en volière[réf. nécessaire].
Son nom local fait référence à son chant, toco-toco-tocoro-tocoro.
Le Trogon de Cuba mesure entre 27 et 28,5 cm, pour une envergure de 39 à 39,5 cm. La queue mesure 14,3 à 14,8 cm.
Il se rencontre dans l'ensemble de l'île, principalement dans les forêts sèches.